# Seichamps
Seichamps – miejscowość i gmina we Francji, w regionie Grand Est, w departamencie Meurthe i Mozela.
Według danych na rok 1990 gminę zamieszkiwało 5780 osób, a gęstość zaludnienia wynosiła 1344 osób/km² (wśród 2335 gmin Lotaryngii Seichamps plasuje się na 76. miejscu pod względem liczby ludności, natomiast pod względem powierzchni na miejscu 1073.).